# Jade (Beyond Good & Evil)
Jade es un personaje de ficción y la protagonista del videojuego Beyond Good and Evil, desarrollado y publicado por la compañía Ubisoft para la Playstation 2, Microsoft Windows y Xbox el 11 de noviembre de 2003; ella recibe su voz de la actriz Beatriz Berciano. Es una intrépida reportera, ciudadana del planeta Hyllis acosado por una raza invasora conocida como los domz. El propósito de Jade es investigar a una organización militar conocida como Las Secciones Alpha y su posible implicación en la invasión de los domz a lo largo de su aventura; es una mujer que "solo tiene una cámara y quiere entender el mundo."  Jade es considerada uno de los personajes de videojuegos femeninos más importantes creados, pues representa la ruptura del estereotipo de mujer en los videojuegos de la época. Jade es un personaje sobre el cual se han escrito numerosos artículos y análisis.

## Personaje
Jade es una joven de veinte años que siente pasión por la fotografía. Fue criada por su tío Zerdy (Pey'j en inglés) en una isla de Hyllis donde vivían juntos en un faro. Durante los primeros veinte años de vida de Jade, unas criaturas alienígenas conocidas como los domz atacan Hillys, causando estragos en la población. A pesar de esto, a medida que Jade crecía, más lo hacía su curiosidad por explorar el mundo y descubrir la verdad que llacía en las cosas. Esto la llevó por el camino del periodismo freelance y fundar su propia empresa de reportajes: "Reportajes Jade & Co" (Jade Reporting &Co). A medida que la invasión se acentúa Jade y Zerdy deciden utilizar el faro como orfanato para los niños víctimas de la guerra. Durante este periodo de tiempo turbulento Jade es contactada por un individuo conocido como De Castellac que le encarga fotografiar una criatura domz para concienciar a la población. Esta tárea es altamente peligrosa y está muy bien pagada, por lo que Jade se siente atraída a llevar a cabo esta petición para ayudar a los niños del faro. Pero esto resulta ser una prueba para ver si Jade tenía las habilidades suficientes para unirse a IRIS: una organización cuyo objetivo es descubrir la verdad de la guerra con los domz y la relación que tienen estos con las Secciones Alpha. Aquí es donde comienza su aventura.

## Jade como figura en elfeminismo
Jade es una figura importante en el feminismo pues es una mujer de clase baja y no sexualizada para apelar al sexo masculino, una heroína con objetivos altruistas para llevar a cabo la justicia con el propósito de ayuda a la sociedad. Jade se diferencia de otros héroes con motivos personales, o en busca de bienestar personal, y creados en base de estereotipos que apelan a aspectos sociales patriarcales o que simplifican tanto el sexo femenino como masculino. No contribuye a la continuación de la idea de la clásica figura femenina en los videojuegos: la dama en peligro que necesita ser rescatada. Al contrario, Jade es aquella que rescata a los del sexo opuesto.